# Steriele-insecten-techniek

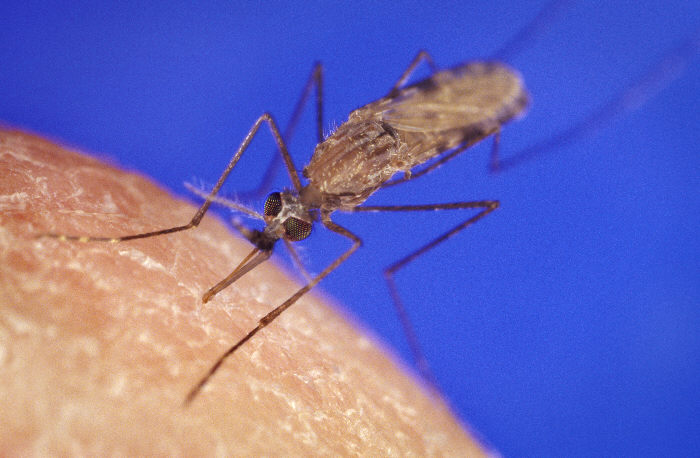
El Salvador liet zien dat de steriele insecten-techniek succesvol kan zijn door een malaria-veroorzakende mug uit een regio te bannen voor een tijd.

De steriele-mannetjes-techniek of steriele-insecten-techniek (SIT) is een methode van biologische bestrijding, door miljoenen steriele insecten vrij te laten. De losgelaten insecten zijn meestal mannetjes, omdat het vrouwtje meestal de schade veroorzaakt door het leggen van eitjes, of bloed te drinken van mensen zoals bij muggen. De steriele mannetjes wedijveren met de wilde mannetjes voor wijfjes. Als een wijfje met een steriele man paart komen er geen nakomelingen, en dus is de volgende generatie kleiner. Door de procedure te herhalen kan men een populatie helemaal weg krijgen, al is het nuttiger te denken over beheersing van een populatie dan over uitroeiing.
De techniek is succesvol gebruikt om de schroefwormvlieg (Cochliomyia hominivorax) uit te roeien in delen van Noord-Amerika. Er zijn ook veel successen geweest in het beheersen van soorten fruitvliegjes, met name de Mediterrane fruitvlieg (Ceratitis capitata). Ook wordt de techniek gebruikt bij de bestrijding van de uienvlieg.
Insecten worden meestal door bestraling gesteriliseerd, waardoor de pasgesteriliseerde insecten verzwakt kunnen raken, zodat ze minder goed kunnen wedijveren met wilde mannetjes. Andere steriliseertechnieken blijken juist de mogelijkheden om te paren van de insecten te vergroten.
Pioniers van de techniek waren in de jaren 1950 de Amerikaanse entomologen Dr. Raymond C. Bushland en Dr. Edward F. Knipling. Voor hun werk ontvingen ze de World Food Prize van 1992.

## Ontwikkeling van SIT
Bushland en Knipling ontwikkelden de techniek vooreerst om de schroefwormvliegen op warmbloedige dieren, met name veekuddes, uit te schakelen. Met larven die open wonden binnengaan en vlees eten, waren deze vliegen in staat om vee in 10 dagen te doden. In de jaren 1950 veroorzaakten ze een jaarlijks verlies van $200 miljoen. Bovendien kunnen schroefwormvliegen ook parasiteren op menselijk vlees.
De zoektocht van Bushland en Knipling om een alternatief te vinden voor chemische pesticides om deze insecten te beheersen begon al in de late jaren 1930 toen beide wetenschappers bij het United States Department of Agriculture-laboratorium in Menard, Texas werkten. Destijds decimeerde de schroefwormvlieg kuddes in het zuiden van de Verenigde Staten, en werd ook schade aangericht in Latijns-Amerika.
Bushland onderzocht aanvankelijk chemische behandeling van de geïnfecteerde wonden in vee, terwijl Knipling de theorie van autocidale beheersing bedacht - het breken van de levenscyclus van het plaaginsect zelf. Bushlands enthousiasme voor de theorie van Knipling bracht de mannen ertoe intensief te zoeken naar een manier om grote aantallen vliegen in een "fabriekssetting" te kweken, en vooral heel belangrijk, om een manier te vinden om ze te steriliseren.
Na een onderbreking door de Tweede Wereldoorlog, vervolgden Bushland en Knipling hun inspanningen in de vroege jaren vijftig met succesvolle tests op de populatie schroefwormvligen van Sanibel Island, Florida. De steriele-insecten-techniek werkte. Vrijwel volledige uitroeiing werd bereikt met door röntgenstraling gesteriliseerde vliegen.
In 1954 werd de techniek gebruikt om schroefwormvliegen helemaal uit te roeien op Curaçao. Ze werden uitgeschakeld in slechts zeven weken, waardoor geitenkuddes werden gered die een bron waren van vlees en melk voor de eilandbewoners.
In de jaren 1960 en jaren 1970 werd de steriele-mannetjes-techniek gebruikt om de schroefwormvlieg in de Verenigde Staten onder controle te krijgen. De jaren 1980 zagen Mexico en Belize het insect uitschakelen met SIT, en daarna is men doorgegaan in heel Midden-Amerika. Er is nu een biologische barrière in Panama om herinfectie vanuit het zuiden te voorkomen. In 1991 werd met de techniek van Knipling en Bushland een serieuze uitbraak in Libië voorkomen.
Vergelijkbare programma's tegen de Mediterrane fruitvlieg in Mexico en Californië zijn gebaseerd op dezelfde principes. Bovendien is de techniek gebruikt tegen de meloenvlieg in Okinawa en de tseetseevlieg in Afrika.
De techniek blijkt geschikt voor het onderdrukken van plaaginsecten op een milieuvriendelijke manier: er worden geen chemicaliën gebruikt, er blijven geen residuen achter, er zijn geen effecten op soorten die niet worden bestreden.

## Steriele atoomvlieg
De steriele atoomvlieg is een innovatieve oplossing voor het probleem van de slaapziekte, en is ontwikkeld door de Verenigde Naties en de IAEA, voortbouwens op hun ervaringen met dergelijke programma's in de laatste tientallen jaren tegen de fruitvlieg in Australië en Afrika. Slaapziekte is een vectorziekte die wordt veroorzaakt door een parasiet die door de tseetseevlieg wordt overgebracht. 
Studies van de tseetseevlieg laten zien dat de wijfjes in het algemeen maar één keer in hun leven paren, en slechts zelden een tweede keer. Als een wijfje eenmaal gepaard heeft, kan ze continu nakomelingen maken in haar korte leven.
Met deze informatie heeft het IAEA een proces ontwikkeld van bestraling van mannetjes van de tseetseevlieg die speciaal zijn gekweekt. Hierdoor worden de mannetjes steriel. De steriele mannetjesvliegen worden dan in gebieden waar de slaapziekte heerst losgelaten, en paren met de vrouwtjes. Omdat de mannetjes steriel zijn en de vrouwtjes maar een keer paren, daalt de omvang van de populatie in dat gebied. Studies hebben aangetoond dat dit een effectieve manier is om slaapziekte in zo'n gebied te voorkomen.
Omdat slaapziekte zonder behandeling dodelijk is en geïnfecteerde mensen maandenlang zonder symptomen kunnen blijven, helpt het loslaten van de atoomvliegen om te komen tot meer gezondheid en economische activiteit.
In 2004 is het IAEA een vijfjarige studie begonnen naar de haalbaarheid om de steriele-mannetjes-techniek in te zetten ter bestrijding van malariamuggen in Afrika. Het benodigde veldonderzoek zal plaatsvinden in het noorden van Soedan.

## Nadelen
- Herhaalde behandeling is nodig om een populatie uit te roeien.
- Het scheiden van mannetjes en vrouwtjes is soms moeilijk.
- Bestraling heeft soms effect op de gezondheid van de mannetjes, zodat de gesteriliseerde insecten in het nadeel zijn in de strijd om vrouwtjes.
- De techniek is soortspecifiek. Er zijn 22 soorten tseetseevliegen in Afrika, en de techniek moet dus voor iedere soort apart worden geïmplementeerd.
- Er zijn veel vruchtbare plaaginsecten nodig voordat er gesteriliseerd wordt, en die moeten veilig worden bewaard om ontsnapping of vrijlating te voorkomen: in februari 2003 haperde de bestralingsapparatuur eens in Mexico, en werden er 4 miljoen vruchtbare schroefwormvliegen losgelaten voordat het probleem werd ontdekt.
- Toepassing in grote gebieden is waarschijnlijk niet lang effectief, omdat migratie van insecten van buiten het gebied zal zorgen voor herpopulatie. Om de steriele-insecten-techniek in heel Afrika te gebruiken tegen tseetseevliegen zou miljarden euro kosten.
- Het moeilijkste struikelblok om deze techniek toe te passen zijn de kosten om een groot aantal insecten te kweken en onderhouden. Dit kan in de miljoenen euro lopen voor één soort in een niet zo groot gebied en is al snel buiten bereik voor arme landen waar juist behoefte is om zulke insecten uit te roeien.

## Genetische modificatie
Verwante programma's zijn om genetisch gemodificeerde insecten vrij te laten. Dit is in ontwikkeling. In Australië denkt men aan toepassing van een dergelijke techniek op geïntroduceerde karpers.

## Andere toepassingen
- Teia anartoides, een nachtvlinder die aan fruit veel schade kan toebrengen is aangepakt in Auckland, Nieuw-Zeeland
- Aedes-muggen, vectors voor filariasis, Dengue en gele koorts
- De techniek wordt commercieel in Nederland toegepast ter bestrijding van de uienvlieg (Delia antiqua).